# 2024年日本の補欠選挙
2024年日本の補欠選挙（2024ねんにほんのほけつせんきょ）では、日本における立法機関である衆議院および参議院における議員の欠員を補充するために2024年（令和6年）に行われる補欠選挙について取り上げる。

## 概要
補欠選挙は、議員が辞職あるいは死亡したこと等で、欠員が生じた場合にその欠員を補充するために行われる選挙である。2000年（平成12年）の公職選挙法改正によって、衆議院と参議院の補欠選挙及び再選挙（選挙の無効を起因とするものに限る。以下「統一対象再選挙」と記す）は4月と10月の年2回にまとめて実施されている。なお、補欠選挙の期日については、公職選挙法第33条の2において以下のように定められている。
- 9月16日から翌年の3月15日（第1期間）までに衆議院議員及び参議院議員の補欠選挙又は統一対象再選挙を行う事由が生じた場合は、当該期間直後の4月の第4日曜日に選挙を行う。
- 3月16日から9月15日（第2期間）までに衆議院議員及び参議院議員の補欠選挙又は統一対象再選挙を行う事由が生じた場合は、当該期間直後の10月の第4日曜日に選挙を行う。

以上をまとめると、2024年に補欠選挙の行われるタイミングとしては以下の通りとなる。
- 2023年9月16日から2024年3月15日までの間に補欠選挙を行う事由が生じた場合：2024年4月28日（4月第4日曜日）に投票。
- 2024年3月16日から9月15日までの間に補欠選挙を行う事由が生じた場合：2024年10月27日（10月第4日曜日）に投票。

2024年4月には、衆議院島根県第1区、長崎県第3区、東京都第15区で補欠選挙が行われた。2022年11月に改正公職選挙法が成立し、衆議院では区割り変更が行われたが、新しい区割りは次回の総選挙から実施されたため、4月の補欠選挙は旧区割りで行われた。
2024年10月には、参議院岩手県選挙区で補欠選挙が行われた。10月1日に首相に就任した石破茂にとって最初の国政選挙となるが、石破は10月9日に衆議院を解散。同日、第50回衆議院議員総選挙を10月15日告示、10月27日投票の日程で行うことを閣議決定し、補欠選挙と総選挙が同日に実施されることになった。4月の補欠選挙で当選した3名の衆議院議員は、半年足らずで議員を失職し、再度選挙に挑むことになった。
2024年に在職中の国会議員に係る補欠選挙の最終期限は以下の通りである。
- 第25回参議院議員通常選挙選出議員については、2024年（令和6年）9月15日までに欠員が生じた場合（同年10月の補欠選挙）
- 第49回衆議院議員総選挙選出議員については、解散がなければ2025年（令和7年）3月15日までに欠員が生じた場合（同年4月の補欠選挙）
- 第26回参議院議員通常選挙選出議員については、2027年（令和9年）9月15日までに欠員が生じた場合（同年10月の補欠選挙）
- 第50回衆議院議員総選挙選出議員については、解散がなければ2028年（令和10年）3月15日までに欠員が生じた場合（同年4月の補欠選挙）

参議院の選挙区の場合、補欠選挙を行う実施要件は「（在任期間を同じくする議員の欠員の数が）通常選挙における当該選挙区の議員の定数の四分の一を超えるに至つたとき」（公職選挙法第113条第1項第4号）と規定されている。従って、定数が4人以上である埼玉県・東京都・神奈川県・愛知県・大阪府選挙区は、改選期が同じである議員の欠員が2人以上になるまで補欠選挙の実施要件を満たさないこととなる。
参議院神奈川県選挙区は第25回選出の議席が2023年8月から欠員1となっていたが、2024年9月15日までに同選挙区で新たな欠員が出なかったので、2023年10月と2024年4月・10月の補欠選挙は上記の規定により実施せず、2025年の第27回参議院議員通常選挙までの間、およそ2年間欠員が続くこととなった。
また、参議院東京都選挙区は第26回選出の議席が2024年6月から欠員1となっていたが、2025年3月15日までに同選挙区で新たな欠員が出なかったので、2024年10月と2025年4月の補欠選挙は実施せず、第27回参院選の際に欠員補充（いわゆる合併選挙）が行われるまで、1年強の間、欠員が続くこととなった。

## 4月の補欠選挙

### 概要
- 告示日：2024年（令和6年）4月16日
- 投票日：2024年（令和6年）4月28日
- 選挙区：衆議院3選挙区（2024年3月15日確定）

### 補欠選挙実施選挙区と実施事由
衆議院島根1区
- 選挙区：衆議院島根県第1区
- 選挙事由：細田博之（自由民主党、第78代衆議院議長）が、2023年11月10日に死去したことによる。

衆議院長崎3区
- 選挙区：衆議院長崎県第3区
- 選挙事由：谷川弥一（無所属）が、政治資金パーティー収入の裏金問題により政治資金規正法違反で略式起訴されたことを受けて2024年1月24日に辞職したことによる。

衆議院東京15区
- 選挙区：衆議院東京都第15区
- 選挙事由：柿沢未途（無所属）が、2023年4月の江東区長選挙に関して公職選挙法違反で逮捕・起訴されたことを受けて2024年2月1日に辞職したことによる。

### 衆議院島根県第1区
立候補者をめぐる動き
- 自由民主党島根県連は2023年12月、候補者を公募。元衆議院議員の桜内文城と元中国財務局長の錦織功政が届け出た。県連は2024年1月16日、錦織の擁立を決定した[8]。党本部は1月24日、錦織の公認を決定した[9]。
- 立憲民主党は2024年1月9日、元衆議院議員・元参議院議員の亀井亜紀子（亀井久興の長女）を公認内定者に決定した[10]。連合島根は1月18日、亀井の推薦を決定した[11]。国民民主党島根県連は1月27日、亀井の支援を決定した[12]。同党の玉木雄一郎代表は3月5日、改めて県連による支援方針を表明した[13]。日本共産党は3月18日、亀井の支援を発表した（後述）。社会民主党は3月22日、亀井の支援を発表した[14]。

立候補が取り沙汰された人物
- 村穂江利子 - 元高校教諭・日本共産党島根県委員会常任委員
  - 2023年6月、日本共産党が次期衆院選に向け擁立を決定したが[15]、2024年3月18日に党島根県委員会は村穂の擁立を取り下げ亀井を支援すると発表した[16]。
- 佐々木信夫 - 社会福祉法人理事長
  - 2024年2月29日に立候補を表明した[17]が、告示日に立候補の届出を行わなかった[18]。

| 氏名       | 年齢 | 党派       | 新旧 | 肩書                                 | 推薦・支持 |
| ---------- | ---- | ---------- | ---- | ------------------------------------ | ---------- |
| 錦織功政   | 55   | 自由民主党 | 新   | 元中国財務局局長                     | 公明党推薦 |
| 亀井亜紀子 | 58   | 立憲民主党 | 元   | 立憲民主党島根県連代表・元参議院議員 |            |

#### 選挙結果
唯一の与野党対決となったが、立憲元職の亀井が自民新人の錦織に2万票以上の大差をつけ当選。自民は1996年（平成8年）に小選挙区制が導入されて以来、民主党へ政権交代するきっかけになった第45回衆議院議員総選挙を含め、島根県の議席を独占していたが、今回の補選で非自民に議席を明け渡した。投票率は過去最低となったが、裏金問題や与野党対決で関心が高まり、18歳選挙権が導入された2016年秋以降の補選のなかでは最も高くなった。亀井は立憲支持層の9割超を固め、無党派層の7割、自民支持層の2～3割からも票を得た。錦織は自民支持層から7～8割の支持を得たが、無党派層からの得票は2割半ばと伸び悩んだ。亀井は岸田内閣を「支持する」と回答した層の3割からも票を獲得し、保守地盤に食い込んだ。
当日有権者数：261,190人　最終投票率：54.62%

| 当落 | 候補者名   | 年齢 | 所属党派   | 新旧 | 得票数   | 得票率 | 推薦・支持 |
| ---- | ---------- | ---- | ---------- | ---- | -------- | ------ | ---------- |
| 当   | 亀井亜紀子 | 58   | 立憲民主党 | 元   | 82,691票 | 58.82% |            |
|      | 錦織功政   | 55   | 自由民主党 | 新   | 57,897票 | 41.18% | 公明党推薦 |

### 衆議院長崎県第3区
立候補者をめぐる動き
- 自由民主党では2024年2月7日、古賀友一郎長崎県連会長と茂木敏充党幹事長らが会談。谷川の不祥事により逆風が予想されることや、小選挙区の区割り変更により次期衆院選では長崎3区が再編されることから、2月中をめどに党本部が擁立するかどうかの判断を進めると確認した[24]。2月13日、茂木は古賀ら県連幹部に電話で候補者の選考作業を要請[25]。3区内の県議らは難色を示した一方、長崎県議会議員（長崎市選挙区）の江真奈美[25]と市議会議員が立候補に意欲を示した[26]。その後市議は出馬を断念[26]。2月26日、古賀は茂木に進捗を報告した一方「不戦敗を望む声もある」とも伝えた[26]。茂木はこれに対し「あなたはどうしたいのか」と尋ね、古賀は「できればやりたくありません」と絞りだした。3月5日、古賀は茂木に対し、擁立には「賛否両論ある」として「党本部の決定に従う」と改めて伝えた[25]。主戦論を主張する茂木に対し、岸田文雄首相は擁立に消極的であるとされ[27]、岸田派出身の古賀ら県連幹部の消極姿勢には「岸田の意向が働いた」との見方もあると長崎新聞は3月に報じている[25]。4月2日、党本部は擁立見送りを決定した[28]。
- 立憲民主党は2024年1月30日、衆議院議員（比例九州ブロック）の山田勝彦（山田正彦の次男）の擁立を決定した[29]。日本共産党長崎県委員会は2月13日、山田の自主支援を発表した[30]。社会民主党は2月21日、山田の推薦を決定した[31]。国民民主党長崎県連は3月2日、山田の支援を決定した[32][33]。同党の玉木雄一郎代表は3月5日、改めて県連による支援方針を表明した[13]。
  - 山田は衆議院比例九州ブロック選出の議員であったため、補欠選挙への立候補に伴い公職選挙法の規定に基づき衆議院議員を自動失職した。これにより、第49回衆議院議員総選挙の九州ブロックの立憲民主党比例名簿で次点の川内博史が繰り上げ当選した[34]。
- 日本維新の会は2024年2月7日、学習塾経営の井上翔一朗の擁立を発表した[35]。3月28日、教育無償化を実現する会の前原誠司代表は井上の推薦を発表した[36]。

| 氏名       | 年齢 | 党派         | 新旧 | 肩書                                       | 推薦・支持                 |
| ---------- | ---- | ------------ | ---- | ------------------------------------------ | -------------------------- |
| 山田勝彦   | 44   | 立憲民主党   | 前   | 立憲民主党長崎県連副代表・元衆議院議員秘書 | 社会民主党推薦             |
| 井上翔一朗 | 40   | 日本維新の会 | 新   | 学習塾経営                                 | 教育無償化を実現する会推薦 |

#### 選挙結果
立憲前職の山田が維新新人の井上にダブルスコアで圧勝。投票率は過去最低を更新した。山田は立憲支持層の9割を固め、自民支持層の5割超、無党派層の6割の支持を得た。自民候補不在の中、維新は「自民票」に照準を定めて選挙戦を展開したが、井上に投票した自民支持層は4割弱で、山田を下回った。
当日有権者数：231,747人　最終投票率：35.45%

| 当落 | 候補者名   | 年齢 | 所属党派     | 新旧 | 得票数   | 得票率 | 推薦・支持                 |
| ---- | ---------- | ---- | ------------ | ---- | -------- | ------ | -------------------------- |
| 当   | 山田勝彦   | 44   | 立憲民主党   | 前   | 53,381票 | 68.36% | 社会民主党推薦             |
|      | 井上翔一朗 | 40   | 日本維新の会 | 新   | 24,709票 | 31.64% | 教育無償化を実現する会推薦 |

### 衆議院東京都第15区
立候補者をめぐる動き
- 自由民主党東京都連は2024年2月16日、候補者の公募を行うことを決めたが[40]、2月25日には党本部が公明党などと無所属候補を推すことを念頭に、公募を保留していると報じられた[41]。4月2日、党本部は擁立見送りを決定した[28]。
- 立憲民主党は2024年4月4日、元江東区議会議員の酒井菜摘の擁立を決定した[42]。日本共産党は4月8日、酒井の支援を発表した（後述）。社会民主党は4月13日、酒井の支援を発表した[43]。
- 日本維新の会の馬場伸幸代表は2024年2月1日、既に次期衆議院議員総選挙の候補予定者に決定していた元会社員の金澤結衣の擁立を発表した[44]。3月28日、教育無償化を実現する会の前原誠司代表は金澤の推薦を発表した[36]。
- 公明党は、2024年4月11日の党中央委員会で補選を議題とせず、対応決定を先送りした[45]。翌4月12日、石井啓一幹事長は「今、名乗りを上げている方々から特段アプローチがないので、静観している」と述べ、対応は未定だと説明し、最終的な党の対応方針を公表しない可能性を示唆した[46]。
- れいわ新選組の山本太郎代表は2024年4月4日、「党として、何かしらそれらの候補者に対して、推薦だったり支持を出すということは今のところ考えていません」「れいわ新選組として15区の補欠選挙に関して、どなたの候補者も党として応援するということは決定していないし、おそらく決定することにはならないと思う」とコメントし、党として候補者への支援・推薦を出すことを見送る方針を表明した[47]。
- 参政党は2024年3月15日、既に次期衆議院議員総選挙の東京1区の候補予定者に決定していた看護師の吉川里奈の擁立を発表した[48]。
- 諸派の日本保守党は2024年3月5日、イスラム思想研究者の飯山陽の擁立を発表した[49]。
- 2024年3月20日、無所属で元衆議院議員の秋元司が立候補を表明した[50]。
- 2024年4月3日、参議院議員の須藤元気が無所属での立候補を表明した[51]。
  - 須藤は参議院比例区選出の議員であったため、補欠選挙への立候補に伴い公職選挙法の規定に基づき参議院議員を自動失職した。これにより、第25回参議院議員通常選挙の（旧）立憲民主党比例名簿で次点の市井紗耶香が繰り上げ当選したが、市井は即日辞職[52]。次々点の奥村政佳が繰り上げ当選した[53]。
- 2024年4月8日、地域政党の都民ファーストの会と連携する政治団体のファーストの会副代表で作家・ジャーナリストの乙武洋匡が無所属での立候補を表明した[54]。これに先立つ4月2日、自民党は乙武を推薦する方向で手続きに入る方針であると茂木幹事長が明らかにしていた[55]が、乙武が立候補会見で自民党の推薦について「おそらく逆風になる」と発言したことに反発[56]。乙武から推薦要請がなく、また党江東総支部からも推薦しないよう要望があったため、4月12日に乙武の推薦見送りを発表した[57]。公明党も、党都本部の幹部が乙武の支援に慎重な姿勢を示し、支援を見送った[58]。都民ファーストの会と[59]国民民主党は同12日、乙武の推薦を決定した[60]。
- 2024年4月8日、諸派のつばさの党幹事長の根本良輔が立候補を表明した[61]。
- 2024年4月13日、弁護士の福永活也が立候補を表明した[62]。4月14日、政治団体のNHKから国民を守る党は福永を擁立すると報じられた[63]。

立候補が取り沙汰された人物
- 高橋茉莉 - 元フリーアナウンサー・元会社員
  - 2024年2月8日、国民民主党が擁立を発表したが[64]、2月25日に法令違反の恐れがある事実が確認されたとして公認内定を取り消した[65]。
- 小池百合子 - 東京都知事・都民ファーストの会特別顧問・元衆議院議員
  - 2024年3月8日、記者から立候補の意向を質問されたのに対し、「今まさに都議会で予算をご審議いただいているところ。都政に邁進しております」と述べた[66]。
- 小堤東 - 日本共産党江東地区委員会委員長
  - 日本共産党は2024年2月13日に擁立を発表したが[67]、4月8日、同党の小池晃書記局長は小堤の擁立を取り下げ酒井を支援すると発表した[68]。

| 氏名     | 年齢 | 党派                | 新旧 | 肩書                           | 推薦・支持                         |
| -------- | ---- | ------------------- | ---- | ------------------------------ | ---------------------------------- |
| 福永活也 | 40   | NHKから国民を守る党 | 新   | 弁護士                         |                                    |
| 乙武洋匡 | 48   | 無所属              | 新   | 作家・元東京都教育委員         | 国民民主党・都民ファーストの会推薦 |
| 吉川里奈 | 36   | 参政党              | 新   | 看護師                         |                                    |
| 秋元司   | 52   | 無所属              | 元   | 元国土交通副大臣・元環境副大臣 |                                    |
| 金澤結衣 | 33   | 日本維新の会        | 新   | 元会社員                       | 教育無償化を実現する会推薦         |
| 根本良輔 | 29   | つばさの党          | 新   | IT関連会社経営                 |                                    |
| 酒井菜摘 | 37   | 立憲民主党          | 新   | 元江東区議会議員・助産師       | 日本共産党・社会民主党支援         |
| 飯山陽   | 48   | 日本保守党          | 新   | イスラム思想研究者             |                                    |
| 須藤元気 | 46   | 無所属              | 新   | 前参議院議員・元格闘家         |                                    |

#### 選挙結果
過去最多の9人による争いとなり、立憲新人の酒井が次点に2万票近い差をつけ当選。酒井は立憲支持層の9割近くを固め、共産支持層の7割台半ば、無党派層の2～3割の支持を得た。須藤は自民・公明支持層の2割、無党派層の2割強の支持を得た。金澤は維新支持層の8割近くを固め、乙武は公明支持層の5～7割と国民支持層の4割の支持を得たが、両者とも無党派層からの支持は1割程度にとどまった。小池百合子東京都知事を支持すると答えた層のうち乙武に投票したのは1割強だった。飯山は自民支持層と無党派層の1割強から支持を得た。候補者を擁立しなかった自民の支持層は須藤・金澤・飯山・乙武・秋元などに投票先が分散した。
当日有権者数：430,285人　最終投票率：40.70%

| 当落 | 候補者名 | 年齢 | 所属党派            | 新旧 | 得票数   | 得票率 | 推薦・支持                         |
| ---- | -------- | ---- | ------------------- | ---- | -------- | ------ | ---------------------------------- |
| 当   | 酒井菜摘 | 37   | 立憲民主党          | 新   | 49,476票 | 28.98% | 日本共産党・社会民主党支援         |
|      | 須藤元気 | 46   | 無所属              | 新   | 29,669票 | 17.38% |                                    |
|      | 金澤結衣 | 33   | 日本維新の会        | 新   | 28,461票 | 16.67% | 教育無償化を実現する会推薦         |
|      | 飯山陽   | 48   | 日本保守党          | 新   | 24,264票 | 14.21% |                                    |
|      | 乙武洋匡 | 48   | 無所属              | 新   | 19,655票 | 11.51% | 国民民主党・都民ファーストの会推薦 |
|      | 吉川里奈 | 36   | 参政党              | 新   | 8,639票  | 5.06%  |                                    |
|      | 秋元司   | 52   | 無所属              | 元   | 8,061票  | 4.72%  |                                    |
|      | 福永活也 | 43   | NHKから国民を守る党 | 新   | 1,410票  | 0.83%  |                                    |
|      | 根本良輔 | 29   | つばさの党          | 新   | 1,110票  | 0.65%  |                                    |

#### 選挙妨害事件
東京15区では、つばさの党の根本良輔陣営が、他の候補者の選挙運動に押しかけ大音量のマイクを使用して候補者を煽るなどして街頭演説を妨害したと指摘され、国会でも取り上げられた。警視庁は4月18日、選挙の自由妨害の恐れがあるとして根本陣営に警告を発した。根本陣営は選挙活動の一環だとして違法性を否定し、国家賠償請求訴訟を提起した。
その後も同陣営は他陣営の選挙カーを追いかけたり、公衆電話の上に登ったり、演説会場に押しかけたり太鼓を叩いたりしたため、立憲民主党・日本維新の会・国民民主党などの各陣営は警視庁に被害届を提出。選挙後の5月13日に警視庁捜査2課は、つばさの党の事務所など3か所を公職選挙法違反（選挙の自由妨害）容疑で家宅捜索した。
また上記案件とは別に、選挙期間中の4月21日午後7時過ぎ、JR亀戸駅前の演説会場で乙武陣営関係者とみられる男性を突き飛ばしたとして、警視庁城東警察署が暴行容疑で男を現行犯逮捕する事案が発生した。
5月17日、警視庁捜査2課は50人態勢の特別捜査本部を設置し、つばさの党代表の黒川敦彦、元候補者の根本良輔、党組織運動本部長の杉田勇人の3人を公職選挙法225条違反容疑で逮捕した。
6月7日には、補選の期間中に立憲民主党の陣営に対し、およそ20分間にわたって「質問に答えろ」などと拡声機を使ってどなりながら選挙カーを至近距離で追い回して警察署に避難させるなど「交通の便」を妨げたほか、街頭演説中に割り込み演説を中止に追い込んだ公職選挙法違反の疑いで3人を再逮捕。公選法に規定された「交通の便」を妨げる行為で立件するのは、1950年に公選法が施行されて以来、初とみられる。
さらに同月28日、3人を公職選挙法違反の疑いで3度目の逮捕。容疑は、4月19日午前に東京都江東区で、参政党と立憲民主党のそれぞれの陣営の選挙カーをおよそ10分間にわたって追いかけた疑いと、4月25日午後6時半ごろに、東京メトロ豊洲駅前で、日本維新の会の候補者に対しておよそ20分間にわたって太鼓を打ち鳴らして、演説を妨害した疑い。

## 10月の補欠選挙

### 概要
- 告示日：2024年（令和6年）10月10日
- 投票日：2024年（令和6年）10月27日（第50回衆議院議員総選挙と同日選挙）
- 選挙区：参議院1選挙区（2024年9月15日確定）

### 補欠選挙実施選挙区と実施事由
参議院岩手県選挙区
- 選挙区：参議院岩手県選挙区
- 選挙事由：広瀬めぐみ（無所属）が秘書給与詐取事件で強制捜査されたことを受けて2024年8月15日に辞職したことによる。

### 参議院岩手県選挙区
立候補者をめぐる動き
- 自由民主党岩手県連は2024年8月24日、補欠選挙の原因が所属していた広瀬の辞職であることから、道義的責任を取るとして候補者の擁立を見送る方針を決定した[85]。
- 立憲民主党岩手県連は2024年9月7日、元参議院議員の木戸口英司の擁立を決定した[86]。同党本部は同月10日、木戸口の擁立を決定した[87]。日本共産党・社会民主党の県組織、国民民主党の支持団体は木戸口側と政策協定を締結し、共闘する考え[88]。
- 参政党は2024年10月2日、党職員の吉田利也の擁立を発表した[89]。
- 政治団体の世問う国民党代表で会社社長の小田々豊が2024年8月23日、立候補を表明した[90]。
- 元滝沢市議会議員の田中亜弓が2024年9月13日、無所属での立候補を表明した[91]。
- 政治団体の幸福実現党は2024年9月25日、党総務会長の松島弘典の擁立を発表した[92]。

| 氏名       | 年齢 | 党派         | 新旧 | 肩書             | 推薦・支持               |
| ---------- | ---- | ------------ | ---- | ---------------- | ------------------------ |
| 吉田利也   | 48   | 参政党       | 新   | 党職員           |                          |
| 小田々豊   | 69   | 世問う国民党 | 新   | 会社社長         |                          |
| 松島弘典   | 67   | 幸福実現党   | 新   | 政治団体役員     |                          |
| 木戸口英司 | 61   | 立憲民主党   | 元   | 元参議院議員     | 社会民主党岩手県連合推薦 |
| 田中亜弓   | 53   | 無所属       | 新   | 元滝沢市議会議員 |                          |

#### 選挙結果
投開票の結果、立憲民主党元職の木戸口が他候補を大きく引き離し当選した。
当日有権者数：1,000,754人　最終投票率：55.54%（前回比：0.16ポイント） 
| 当落 | 氏名       | 年齢 | 所属党派     | 新旧 | 得票      | 得票率 | 推薦・支持             |
| ---- | ---------- | ---- | ------------ | ---- | --------- | ------ | ---------------------- |
| 当   | 木戸口英司 | 61   | 立憲民主党   | 元   | 334,914票 | 65.94% | 社会民主党岩手県連推薦 |
|      | 田中亜弓   | 53   | 無所属       | 新   | 109,978票 | 21.65% |                        |
|      | 吉田利也   | 48   | 参政党       | 新   | 48,214票  | 9.49%  |                        |
|      | 松島弘典   | 67   | 幸福実現党   | 新   | 9,015票   | 1.77%  |                        |
|      | 小田々豊   | 69   | 世問う国民党 | 新   | 5,810票   | 1.14%  |                        |